# Odontosoria chusana
Odontosoria chusana là một loài dương xỉ trong họ Lindsaeaceae. Loài này được L. Masam. mô tả khoa học đầu tiên năm 1934.